# 双果冬青
双果冬青（学名：Ilex dicarpa）为冬青科冬青属的植物，是中国的特有植物。分布于中国大陆的西藏等地，生长于海拔1,600米的地区，多生长于山坡常绿阔叶林中，目前尚未由人工引种栽培。